# Thyropygus aulaconotus
Thyropygus aulaconotus är en mångfotingart som beskrevs av Pocock 1896. Thyropygus aulaconotus ingår i släktet Thyropygus och familjen Harpagophoridae. Inga underarter finns listade i Catalogue of Life.